# Konstitutionell nödrätt
Konstitutionell nödrätt är statsmaktens (föreställda) rättighet när det råder en spänning mellan lagstyre och nödsituation, och förutsätter som fenomen att nödvändighet och nödrätt är överordnade grundlagen och den skrivna lagen. Det är det statsrättsliga uttrycket för opinio necessitatis. Konstitutionell nödrätt är bara aktuellt som emergency powers när en statschef föreställer sig att en nödsituation kräver motåtgärder som strider mot lagen.
USA:a president Thomas Jefferson hävdade att staten har rätt till självbevarelse och att värja sig från fara. Konstitutionell nödrätt har i USA åberopats när presidenten i egenskap av statschef fattat beslut i strid mot kongressens, eller när rättssystemet åsidosatts, vid tillfällen av krig och liknande. Efter 11 september-attackerna åberopades den konstitutionella nödrätten för att legitimera tortyr (som annars är jus cogens). Konstitutionell nödrätt kan också, liksom i Norge alltsedan 1940, innefatta att militären kan ingripa till skydd för liv och hälsa vid akuta situationer, medan det i länder som exempelvis Sverige åligger regeringen att först avgöra om ett väpnat angrepp pågår och därefter bemyndiga Försvarsmakten att agera och enligt Advokatsamfundet saknar Sverige utrymme för konstitutionell nödrätt; Sverige har, med en förhållandevis ung grundlag, konstitutionell krisberedskap med undantagsbestämmelser för krisförhållanden.
En sådan konstitutionell nödrätt motiveras av dess förfäktare genom att lagen inte får vara en självmordspakt gentemot staten, eller att konstitutionen per ratio legis inte får vändas emot nationen, dess invånare eller existens som sådan, som också hävdar att gärningarna i nöd legitimeras av folkets medhåll. Dock får konstitutionell nödrätt sin legitimering först ex post (i efterhand), när en vid tidpunkten olaglig handling efter att den företagits ratificeras som laglig med hänsyn till situationen, till exempel genom att politiskt förkunna den vara nödvändig inför folket.
Vissa länder har en konstitutionell krisberedskap, det vill säga lagstiftning om den statliga nödrättens omfång vid nödsituationer, vilka bestämmer villkoren vid undantagstillstånd och emergency powers. Andra länder stiftar nya lagar och regler allt eftersom kriser och nödsituationer uppkommer. Några länder förlitar sig på allmänna rättsregler och sedvanerätt utan att själva stifta några nya lagar när en kris eller nödsituationer föreligger. Konstitutionell nödrätt i strikt mening föreligger endast i det sista fallet.